# Svenska Golfförbundet
Svenska Golfförbundet, SGF, är ett specialidrottsförbund för golfsporten i Sverige, grundat 1904. Det består av svenska golfklubbar som bedriver golf som idrottslig verksamhet enligt Riksidrottsförbundets stadgar.

## Verksamhet
Svenska Golfförbundets huvuduppgift är att utveckla och administrera sporten för medlemmarna, vilket innebär utbildning av ledare och instruktörer, att arrangera rikstäckande tävlingar, nominera amatörlandslag samt att utveckla ungdomsverksamheten. Förbundet är även ansvarigt för golfreglerna samt slope- och handicapsystemet.
Svenska Golfförbundet har drygt 490 golfklubbar som medlemmar och omfattar cirka 581 000 golfare i Sverige. Man bedriver medlems- och utvecklingsverksamhet inom medier, service, idrott, tävling/evenemang. Som exempel på vad Svenska Golfförbundet levererar till medlemmarna finns Svensk Golf, Internetsidan golf.se, medlemskort, Golfguiden, regelböcker, Golfens IT-system (GIT), Min Golf, bankonsulenter, klubbkonsulenter, Nordea Tour och Golfskolan.

## Administration
Som hel- eller delägda bolag inom Svenska Golfförbundet ingår bland annat SGF Affärsutveckling (100 procent), SGF Event AB (100 procent), SGF Golfsystem AB (100 procent) samt Svenska Golftourerna AB (50 procent).
Kansliet låg till och med årsskiftet 2015/16 i Danderyd, samlokaliserat med Stockholms Golfklubb. 2016 flyttade Golfförbundets kansli in i Idrottens hus, vid Skanstull i Stockholm tillsammans med Riksidrottsförbundet och en rad andra specialidrottsförbund.
Vid Svenska Golfförbundets årsmöte den 23 april 2017 valdes Maria Möller till ordförande, som första kvinnan på posten.

## Ordförande
| 1904 – 23 | Tor Törnsten           | Göteborgs GK                 |
| 1924 – 27 | Ivar Lignell           | Göteborgs GK                 |
| 1928 – 31 | Gustav Hagerman        | Falsterbo GK                 |
| 1932 – 38 | Henry Lindberg         | Stockholms GK                |
| 1939 – 41 | Torsten Hèrnod         | Lidingö GK                   |
| 1942 – 45 | Carl Fredrik Tranchell | Falsterbo GK                 |
| 1946 – 47 | Prins Bertil           | Stockholms GK                |
| 1948 – 49 | Assar Gabrielsson      | Göteborgs GK                 |
| 1950 – 61 | Sune Malmström         | Stockholms GK                |
| 1962 – 63 | Axel Fahleson          | Stockholms GK                |
| 1964 – 72 | Erik Adelswärd         | Åtvidabergs GK               |
| 1973 – 79 | Gunnar Arenander       | Lidingö GK                   |
| 1980 – 86 | Bertil Westblad        | Torreby GK                   |
| 1987 – 91 | Lennart Molander       | Ljunghusens GK               |
| 1992 – 00 | Ulf Laurin             | Falsterbo GK                 |
| 2001 – 05 | Christer Örning        | Örkelljunga GK               |
| 2006 – 08 | Björn Nordberg         | Ullna GC                     |
| 2009 – 17 | Christer Bergfors      | Vasatorps GK                 |
| 2017 –    | Maria Möller           | Huvudstadens GK och Mölle GK |